# Broxeele

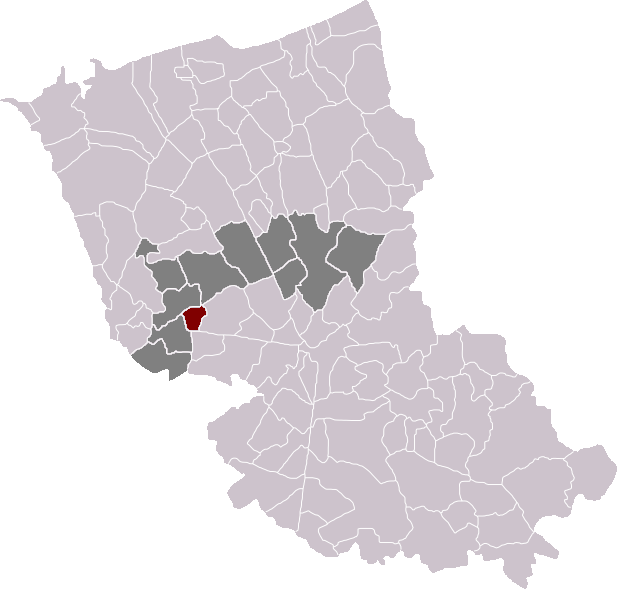
Localització de Broxeele

Broxeele (en neerlandès Broksele, en flamenc occidental Broksele) és un municipi francès, situat a la regió dels Alts de França, al departament del Nord, que forma part de la Westhoek. L'any 2006 tenia 306 habitants

## Demografia
| 1962                                       | 1968 | 1975 | 1982 | 1990 | 1999 |
| ------------------------------------------ | ---- | ---- | ---- | ---- | ---- |
| 169                                        | 209  | 190  | 211  | 270  | 269  |
| Des de 1962: població sense dobles comptes |      |      |      |      |      |

## Administració
| Període   | Identitat      | Partit |
| --------- | -------------- | ------ |
| 2001-2008 | Alain Forgeois |        |
| 2008-     | Hervé Caux     |        |